# Championnat de Pologne de football 2011-2012
Navigation
Ekstraklasa 2010-11 Ekstraklasa 2012-13
La saison 2011-2012 du championnat de Pologne de football est la 86e saison de l'histoire de la compétition, la 78e sous l'appellation « Ekstraklasa » (et la première sous le nom T-Mobile Ekstraklasa depuis l'associement entre la ligue et l'entreprise allemande T-Mobile). Le premier championnat dans la hiérarchie du football polonais oppose seize clubs en une série de trente rencontres, disputées selon le système aller-retour où les différentes équipes s'affrontent une fois par phase. La saison commence le 29 juillet 2011 et prend fin le 6 mai 2012, soit deux semaines plus tôt que la saison précédente, afin de préparer l'Euro 2012 qui a lieu au pays. 
Les trois premières places de ce championnat sont qualificatives pour les compétitions européennes que sont la Ligue des Champions et la Ligue Europa. Une quatrième place est attribuée au vainqueur de la coupe nationale.
Le ŁKS Łódź et le Podbeskidzie Bielsko-Biała sont les deux clubs promus cette saison. Ce dernier joue d'ailleurs pour la première fois de son histoire en première division, après plus de cent ans d'existence.
Le Wisła Cracovie met son titre en jeu pour la treizième fois de son histoire.
À l'issue d'une dernière journée à gros enjeux, c'est le Śląsk Wrocław qui remporte son deuxième titre de champion et se qualifie pour la prochaine Ligue des Champions. Le Ruch Chorzów termine à un point du leader et gagne un ticket pour la Ligue Europa 2012-2013, tout comme le Legia Varsovie et le Lech Poznań qui se classent troisième et quatrième. À l'inverse, le ŁKS Łódź et le Cracovia sont relégués en deuxième division.

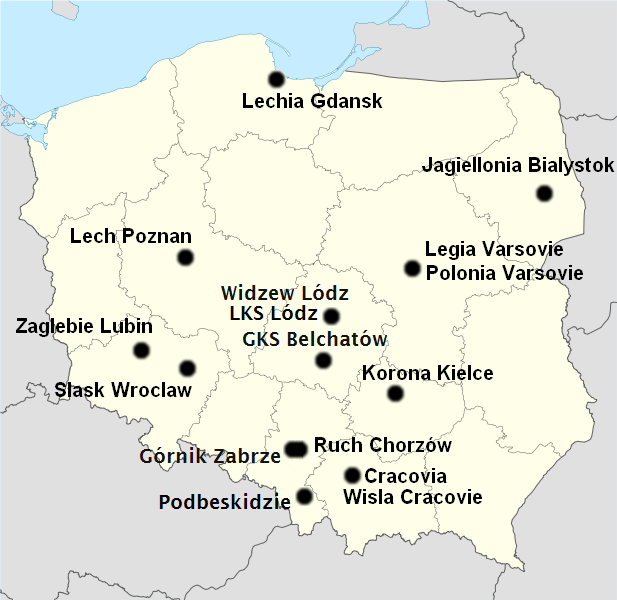
Localisation des clubs participant à la saison 2011-2012 de l'Ekstraklasa.

## Les seize clubs participants

### Présentation
Champion de deuxième division la saison précédente, le ŁKS Łódź retrouve le haut niveau après deux ans d'absence. Le Podbeskidzie Bielsko-Biała, deuxième et qui comptait deux points de moins, joue pour la première fois de son histoire en première division après plus de cent ans d'existence. Ces deux équipes remplacent l'Arka Gdynia et le Polonia Bytom, respectivement quinzième et seizième de première division en 2010-2011. L'Arka retourne en deuxième division après avoir passé trois ans dans l'élite, et Bytom après quatre saisons.
| Club                       | Dernière montée | Budget (en M€) | 2010- 2011 | Entraîneur actuel    | Depuis | Stade                      | Capacité |
| -------------------------- | --------------- | -------------- | ---------- | -------------------- | ------ | -------------------------- | -------- |
| Cracovia                   | 2004            | 5,9            | 14e        | Tomasz Kafarski      | 2012   | Stade Józef Piłsudski      | +15 016, |
| GKS Bełchatów              | 2005            | 3,4            | 10e        | Kamil Kiereś         | 2011   | Stade du GKS Bełchatów     | +05 238, |
| Górnik Zabrze              | 2010            | 5,2            | 6e         | Adam Nawałka         | 2010   | Stade Ernest Pohl          | +03 031, |
| Jagiellonia Białystok      | 2007            | 4,7            | 4e         | Tomasz Hajto         | 2012   | Stade Municipal            | +05 481, |
| Korona Kielce              | 2009            | 2,7            | 13e        | Leszek Ojrzyński     | 2011   | Stade Municipal            | +13 823, |
| Lech Poznań                | 2002            | 11,1           | 5e         | Mariusz Rumak        | 2012   | Stade Municipal            | +43 269, |
| Lechia Gdańsk              | 2008            | 6,9            | 8e         | Paweł Janas          | 2011   | PGE Arena Gdańsk           | +43 615, |
| Legia Varsovie             | 1948            | 16,0           | 3e         | Maciej Skorża        | 2010   | Pepsi Arena                | +31 103, |
| ŁKS Łódź                   | 2011            | 3,0            | 1er (D2)   | Andrzej Pyrdoł       | 2012   | Stade Municipal            | +04 994, |
| Podbeskidzie Bielsko-Biała | 2011            | 4,0            | 2e (D2)    | Robert Kasperczyk    | 2009   | Stade Municipal            | +04 286, |
| Polonia Varsovie           | 2008            | 11,1           | 7e         | Czesław Michniewicz  | 2012   | Stade Kazimierz Sosnkowski | +07 150, |
| Ruch Chorzów               | 2007            | 2,7            | 12e        | Waldemar Fornalik    | 2009   | Stade Municipal            | +10 000, |
| Śląsk Wrocław              | 2008            | 7,4            | 2e         | Orest Lenczyk        | 2010   | Stade Municipal            | +43 308, |
| Widzew Łódź                | 2010            | 5,9            | 9e         | Radosław Mroczkowski | 2011   | Stade Ludwik Sobolewski    | +09 967, |
| Wisła Cracovie             | 1995            | 12,3           | 1er        | Michał Probierz      | 2012   | Stade Henryk Reyman        | +33 268, |
| Zagłębie Lubin             | 2009            | 8,6            | 11e        | Pavel Hapal          | 2011   | Dialog Arena               | +16 068, |

Légende :
- Qualifié pour le deuxième tour de la Ligue des Champions 2011-2012.
- Qualifié pour le troisième tour de la Ligue Europa 2011-2012.
- Qualifié pour le deuxième tour de la Ligue Europa.
- Qualifié pour le premier tour de la Ligue Europa.
- Promu de I liga.

### Changements d'entraîneurs en cours de saison
| Équipe                | Équipe | Entraîneur partant  | Date de départ    | Remplacé par        | Date d'entrée en fonction |
| --------------------- | ------ | ------------------- | ----------------- | ------------------- | ------------------------- |
| GKS Bełchatów         | 12e    | Paweł Janas         | 31 août 2011      | Kamil Kiereś        | 1er septembre 2011        |
| ŁKS Łódź              | 16e    | Dariusz Bratkowski  | 4 septembre 2011  | Michał Probierz     | 5 septembre 2011          |
| Cracovia              | 16e    | Yuriy Shatalov      | 22 septembre 2011 | Dariusz Pasieka     | 22 septembre 2011         |
| Zagłębie Lubin        | 15e    | Jan Urban           | 30 octobre 2011   | Pavel Hapal         | 30 octobre 2011           |
| ŁKS Łódź              | 12e    | Michał Probierz     | 4 novembre 2011   | Ryszard Tarasiewicz | 7 novembre 2011           |
| Wisła Cracovie        | 5e     | Robert Maaskant     | 7 novembre 2011   | Kazimierz Moskal    | 7 novembre 2011           |
| Lechia Gdańsk         | 11e    | Tomasz Kafarski     | 8 novembre 2011   | Rafał Ulatowski     | 9 novembre 2011           |
| Lechia Gdańsk         | 12e    | Rafał Ulatowski     | 14 décembre 2011  | Paweł Janas         | 17 décembre 2011          |
| Jagiellonia Białystok | 10e    | Czesław Michniewicz | 22 décembre 2011  | Tomasz Hajto        | 10 février 2012           |
| ŁKS Łódź              | 14e    | Ryszard Tarasiewicz | 31 janvier 2012   | Andrzej Pyrdoł      | 7 février 2012            |
| Lech Poznań           | 7e     | José María Bakero   | 25 février 2012   | Mariusz Rumak       | 27 février 2012           |
| Wisła Cracovie        | 8e     | Kazimierz Moskal    | 1er mars 2012     | Michał Probierz     | 1er mars 2012             |
| Cracovia              | 15e    | Dariusz Pasieka     | 6 mars 2012       | Tomasz Kafarski     | 6 mars 2012               |
| Polonia Varsovie      | 5e     | Jacek Zieliński     | 28 mars 2012      | Czesław Michniewicz | 28 mars 2012              |

1. ↑  Intérim prolongé.

## Autour du championnat

### Pré-saison

#### Annonces officielles
Constatant une augmentation des phénomènes de hooliganisme, le gouvernement polonais ainsi que la fédération décident quelques semaines avant le coup d'envoi du championnat d'interdire l'ensemble des déplacements de supporters adverses. Pour justifier leur décision, ils s'appuient essentiellement sur les heurts qui ont opposé fans du Lech Poznań et du Legia Varsovie, ces derniers ayant envahi la pelouse après la victoire de leur équipe en finale de Coupe de Pologne. Mais sous la pression des associations de supporters et de l'organisateur du championnat, la sanction est revue à la baisse et ce sont uniquement les rencontres à risque qui sont concernées, comme lors de la saison précédente.

#### Période des transferts
Champion en titre, le Wisła Cracovie ne perd à l'inter-saison aucun de ses cadres et se renforce modérément, avec les arrivées des Serbes Ivica Iliev et Marko Jovanović ou de l'expérimenté Michael Lamey. Suivant cet exemple de prudence, imposé il est vrai par la baisse globale des budgets, et contrairement à la saison précédente où les « gloires polonaises » étaient de retour, la majorité des clubs importants du championnat ne modifient pas beaucoup leurs effectifs et ne recrutent que des joueurs locaux. 
À l'opposé, les deux clubs de la capitale qui n'ont pas de soucis d'argent enchaînent les signatures de contrats. Le Legia, qualifié pour la Ligue Europa, fait venir Danijel Ljuboja de France et lui offre l'un des plus importants salaires de la division, et réussit à rapatrier Michał Żewłakow, recordman des sélections avec la Pologne. Le Polonia, comme à son habitude, chamboule son effectif en recrutant huit joueurs dont Marcin Baszczyński, multiple champion de Pologne avec le Wisła et qui a passé les deux précédentes années en Grèce.
Sur le plan des départs, plusieurs joueurs importants quittent le championnat pour rejoindre des ligues de meilleur niveau. C'est le cas de Grzegorz Sandomierski, gardien du Jagiellonia Białystok et de la sélection qui choisit après le lourd revers de son club en compétition européenne de s'engager avec le KRC Genk, champion de Belgique en titre, mais aussi d'Adrian Mierzejewski, qui en partant vers Trabzonspor en Turquie permet à son club d'origine de réaliser le plus gros transfert de l'histoire entre un club polonais et une équipe étrangère sur le plan financier. Toujours du côté du Polonia, Artur Sobiech, en désaccord avec ses dirigeants sur une éventuelle renégociation de contrat, signe au Hanovre 96, club allemand qualifié pour la Ligue Europa.

### La campagne européenne des clubs polonais

#### Tours de qualification
Premier club polonais engagé en Coupe d'Europe, le Jagiellonia Białystok, tête de série et leader du championnat la saison dernière pendant plus de dix journées, affronte le club kazakh de l'Irtych Pavlodar en Ligue Europa. Dominateur à l'aller, le Jaga obtient la première victoire européenne de son histoire, mais ne réussit à marquer qu'un seul but malgré sa supériorité numérique effective durant plus d'une mi-temps. Une semaine plus tard, ce but est vite effacé et le Jagiellonia est déjà éliminé au premier tour, alors qu'il était tête de série.
| Ligue des Champions | Ligue des Champions | Ligue des Champions | Ligue des Champions |
| Tour                | Club                | Adversaire          | Scores              |
| ------------------- | ------------------- | ------------------- | ------------------- |
| 2e                  | Wisła Cracovie ¹,¹  | Skonto Riga         | 0-1 / 2-0           |
| 3e                  | Wisła Cracovie ¹,¹  | Litex Lovetch       | 1-2 / 3-1           |
| Barr.               | Wisła Cracovie ¹,¹  | APOEL ¹             | 1-0 / 3-1           |

| Ligue Europa | Ligue Europa   | Ligue Europa  | Ligue Europa |
| Tour         | Club           | Adversaire    | Scores       |
| ------------ | -------------- | ------------- | ------------ |
| 1er          | Jagiellonia ¹  | Irtych        | 1-0 / 2-0    |
| 2e           | Śląsk Wrocław  | Dundee ¹      | 1-0 / 3-2 E  |
| 3e           | Śląsk Wrocław  | Lokomotiv ¹   | 0-0 / 0-0 ²  |
| 3e           | Legia Varsovie | Gaziantep ¹   | 0-1 / 0-0    |
| Barr.        | Śląsk Wrocław  | R. Bucarest ¹ | 1-3 / 1-1    |
| Barr.        | Legia Varsovie | Spartak ¹     | 2-2 / 2-3    |

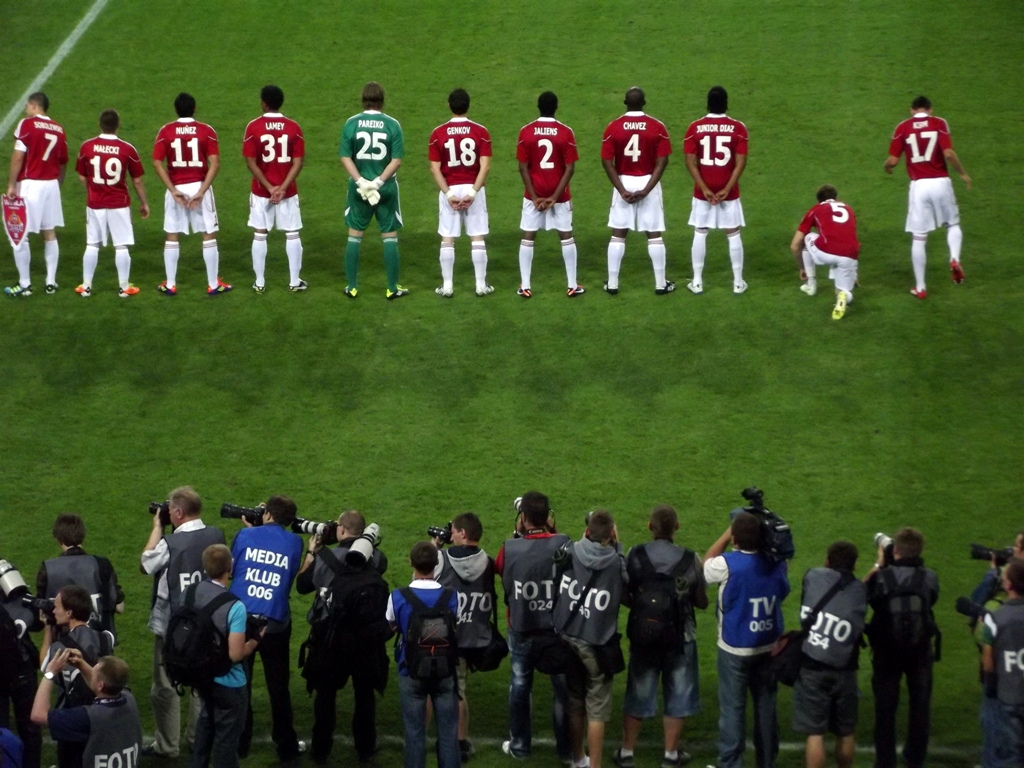
L'équipe du Wisła contre Lovetch, le 3 août 2011 à Cracovie.

Opposé au Skonto Riga en Ligue des Champions, le Wisła Cracovie ne rate pas sa première, même s'il doit profiter d'un but contre son camp du Letton Renārs Rode pour l'emporter. Au retour, il maîtrise son match et marque deux buts en seconde période, ce qui lui permet d'assurer sa qualification pour le troisième tour. Sur la voie des champions, le Wisła rencontre le « maître » bulgare, le Litex Lovetch, qu'il avait déjà affronté (et battu deux buts à un) lors de sa préparation estivale aux Pays-Bas. Plus fort lors des deux confrontations, le club polonais passe facilement au stade des barrages, où il affronte l'APOEL, vingt-et-une fois champion de Chypre. Nettement plus fort que les adversaires précédents, l'APOEL pose des problèmes au Wisła, qui malgré plusieurs occasions franches ne peut marquer qu'un but chez lui avant de se déplacer à Nicosie. Lors du match retour, le Wisła subit et encaisse deux buts en moins d'une heure avant de marquer sur son unique occasion grâce à Cezary Wilk. Alors qualifié pour la phase de poules, le club polonais ne peut cependant pas résister à la pression chypriote et éviter le troisième but de l'APOEL, inscrit dans les ultimes instants du match.
Vingt-quatre ans après sa dernière apparition sur la scène européenne, le Śląsk Wrocław affronte les Écossais de Dundee United, une vieille connaissance. Le match aller, joué à guichets fermés, est très disputé et c'est le Śląsk qui sort vainqueur grâce à sa recrue néerlandaise Johan Voskamp. Avec seulement un but d'écart, les Polonais souffrent au match retour, surtout en début de partie où ils encaissent deux buts en trois minutes. Passés à l'offensive, ils parviennent à marquer mais le scénario du match change du tout au tout : éliminé après le but de Jon Daly, le Śląsk jette toutes ses forces dans la bataille et parvient à revenir à trois à deux, ce qui le qualifie pour le tour suivant à la faveur de la règle des buts marqués à l'extérieur. Face au Lokomotiv Sofia au tour suivant, Wrocław ne peut sortir vainqueur au terme des cent-quatre-vingts minutes, et doit passer par une séance de tirs au but en Bulgarie. Grâce à leur gardien Marián Kelemen, les Wojskowi se qualifient pour les barrages et y affrontent le Rapid Bucarest. Malgré l'ouverture du score signée Sebastian Mila, le Śląsk est dominé et encaisse trois buts au match aller, dans son stade Oporowska. En Roumanie, Wrocław ne peut rattraper son retard mais sort de la compétition sur un match nul arraché lors du temps additionnel.
Engagé lui aussi dans la compétition, le Legia Varsovie entame sa campagne de la meilleure des manières en s'imposant sur le terrain du Gaziantepspor. Se reposant sur son but d'avance au match retour, il se qualifie comme le Śląsk pour les barrages, où il est opposé au Spartak Moscou, quatrième du dernier championnat russe. Dans un match entre deux équipes aux niveaux semblables, c'est le Legia qui prend les choses en main en marquant le premier. Après la mi-temps, le Brésilien Ari égalise, puis le scénario se répète à l'identique avec un nouveau but du Legioniści Miroslav Radović avant une nouvelle égalisation de l'attaquant auriverde. En Russie, le Legia commence de la plus mauvaise des manières, encaissant deux buts en moins d'une demi-heure. Pas démobilisés pour autant, les joueurs de Maciej Skorża réagissent très rapidement et reviennent à égalité avant la mi-temps. De retour des vestiaires, les deux équipes se neutralisent et pensent devoir à faire aux prolongations. Mais comme pour venger le Wisła Cracovie, éliminé de la Champion's l'avant-veille sur un but inscrit en toute fin de match, Janusz Gol change le scénario du match en poussant le ballon dans les cages adverses sur un coup de tête et qualifie le Legia pour la phase de groupes.

#### Phase de groupes
| Ligue Europa | Ligue Europa   | Ligue Europa                 | Ligue Europa                  |
| Tour         | Club           | Adversaires                  | Scores                        |
| ------------ | -------------- | ---------------------------- | ----------------------------- |
| Gr.          | Wisła Cracovie | OB Odense Twente Fulham      | 1-3 / 1-2 4-1 / 2-1 1-0 / 4-1 |
| Gr.          | Legia Varsovie | Eindhoven Hapoël R. Bucarest | 1-0 / 0-3 3-2 / 2-0 0-1 / 3-1 |

| Rang | Rang | Évol. | Club                  | Coefficient UEFA 2011 | Coefficient 2007-2011 | Coefficient 2011-2012 | Coefficient UEFA 2012 |
| 2011 | 2012 | Évol. | Club                  | Coefficient UEFA 2011 | Coefficient 2007-2011 | Coefficient 2011-2012 | Coefficient UEFA 2012 |
| ---- | ---- | ----- | --------------------- | --------------------- | --------------------- | --------------------- | --------------------- |
| 155  | 113  | +42   | Wisła Cracovie        | 10,183                | 5,658                 | 9,325                 | 14,983                |
| 199  | 137  | +62   | Legia Varsovie        | 5,183                 | 3,658                 | 8,325                 | 11,983                |
| NC   | 207  | –     | Śląsk Wrocław         | 3,183                 | 2,658                 | 2,825                 | 5,483                 |
| 220  | 213  | +7    | Jagiellonia Białystok | 4,183                 | 3,658                 | 1,575                 | 5,233                 |
| 24   | 20   | +4    | Pologne               | 15,916                | 13,291                | 6,625                 | 19,916                |

Le tirage au sort des groupes de la Ligue Europa, qui a lieu le 26 août à Monaco, ville où se joue le soir même la Supercoupe de l'UEFA 2011, donne de beaux adversaires au Wisła Cracovie et au Legia Varsovie, placés tous les deux dans le dernier chapeau du fait de leurs faibles coefficients européens. En effet, le Legia a fort à faire avec le PSV Eindhoven, vingt-et-une fois champion des Pays-Bas, et le Wisła doit batailler avec Fulham et Twente pour espérer jouer les seizièmes de finale.
Lors des matches d'ouverture, les deux clubs polonais s'inclinent et contrairement au Legia, le Wisła hypothèque déjà ses chances de qualification. Lors de la deuxième journée, le Wisła, même s'il ouvre le score, perd lourdement son match quatre à un à Twente. À l'opposé, Varsovie est dominée en première période mais se relève, et après plusieurs retournements de situation prend l'avantage à quelques minutes du terme de la rencontre et le garde. La troisième journée de cette phase de poules est heureuse pour les deux équipes, qui battent logiquement (sur la physionomie des matches) Fulham et le Rapid Bucarest et se replacent dans leurs groupes. Le 3 novembre, lors de la quatrième journée, le Legia assure sa qualification pour les seizièmes en disposant de Bucarest, alors que le Wisła s'incline pour la troisième fois dans son groupe et redescend à la dernière place. Cependant, le club garde une chance de se qualifier grâce à sa victoire sur le terrain d'Odense un mois plus tard. Dans le match choc du groupe C, le Legia fait jeu égal avec le PSV mais perd lourdement. Le 14 décembre, le Wisła joue sa qualification contre Twente, déjà qualifié et sûr de terminer premier, et qui reste également sur une série de dix-huit matches sans défaite toutes compétitions confondues. Sur son terrain, il fait le travail mais doit espérer un match nul ou une défaite de Fulham à Craven Cottage. Vainqueur deux à un en Pologne, le Wisła termine en position d'équipe éliminée, mais profite finalement du but de l'égalisation inscrit dans le temps additionnel par Baye Djiby Fall en Angleterre pour se qualifier pour les seizièmes de finale, à la faveur du nul de Fulham (qui menait pourtant deux à zéro à l'heure de jeu).

Le lendemain, le Legia envoie une équipe « bis » à Israël et perd deux à zéro.

#### Phase finale
| Ligue Europa | Ligue Europa   | Ligue Europa | Ligue Europa |
| Tour         | Club           | Adversaire   | Scores       |
| ------------ | -------------- | ------------ | ------------ |
| 1/16e        | Wisła Cracovie | Standard     | 1-1 / 0-0 E  |
| 1/16e        | Legia Varsovie | Sporting     | 2-2 / 1-0    |

Le tirage au sort des seizièmes de finale a lieu le vendredi 16 décembre. Tous deux non têtes de série puisque classés deuxièmes de leurs groupes, le Wisła et le Legia se voient désigner respectivement comme adversaires le Standard de Liège et le Sporting Portugal, équipes issues de la phase de groupes de la même compétition.
Le 16 février, le Legia affronte le Sporting à Varsovie. Dominateurs, les varsoviens mènent au score à deux reprises mais se font à chaque fois égaliser. Plus tard dans la soirée, le Wisła se mesure au Standard de Liège, deuxième du dernier championnat belge. Lui aussi dominateur, le Wisła est pourtant mal embarqué dans la partie dès la vingt-huitième minute, après l’expulsion de son défenseur Michał Czekaj et le but de Cyriac sur le penalty consécutif à la faute du Polonais. Cependant, même à dix contre onze pendant plus d'une heure, Cracovie pousse, se crée la majorité des occasions et parvient à égaliser en fin de match. Une semaine plus tard, le Wisła se rend à Liège dans l'optique de marquer au moins un but. Cependant, la tactique défensive des Belges bloque parfaitement Cracovie qui doit se contenter du match nul blanc. Le Legia aussi se heurte à l'arrière-garde lisboète et encaisse en fin de match un but qui scelle l'élimination des deux clubs polonais.

## Compétition

### Résumé de la saison journée par journée
- 1re– 6e journée : Au gré des victoires et des défaites, neuf équipes se tiennent en trois points dans le haut du classement. Plus bas, Łódź, Lubin et le Cracovia semblent destinés à jouer le maintien.
- 7e– 8e journée : Sur la lancée de sa fin de saison précédente, Wrocław prend la tête du classement. Toujours invaincu, le Korona Kielce perd une place mais reste à égalité de points, tandis que ses poursuivants sont toujours à l'affût.
- 9e journée : Le Widzew Łódź perd son premier match de la saison contre le Ruch Chorzów, alors que le Cracovia s'incline pour la cinquième fois d'affilée dans son stade contre Poznań, qui se relance et remonte sur le podium. Le Śląsk confirme son statut en écrasant le Polonia, et le Legia domine un peu plus tard dans la journée le Wisła dans le choc de la semaine. Un écart se creuse entre les neuf premiers et le reste du classement.
- 10e journée : En battant le Korona Kielce (seule équipe jusque-là invaincue) devant son public, Poznań passe devant son adversaire du soir et prend même la première place, profitant de la lourde défaite de Wrocław le lendemain contre l'avant-dernier (0–3). Vainqueurs du Jagiellonia et de Chorzów, le Wisła et le Legia se replacent au classement, n'étant plus qu'à un point des trois premiers.
- 11e journée : La remontée du Legia et du Wisła se poursuit, les deux équipes montant sur le podium après leurs victoires. Juste avant l'inauguration de son nouveau stade, le Śląsk Wrocław prend une nouvelle fois la tête du classement, profitant du match nul du Lech Poznań face au Lechia Gdańsk, futur adversaire des Wojskowi. En bas de tableau, le GKS Bełchatów et le Cracovia prennent du retard sur leurs concurrents.
- 12e journée : Vainqueur dans son nouveau stade, le Śląsk creuse l'écart sur ses poursuivants. Une nouvelle fois défait, le Cracovia compte déjà quatre points de retard sur l'avant-dernier.
- 13e journée : Alors que le Polonia Varsovie et Wrocław gardent le rythme, le Legia laisse filer deux points et le Wisła perd le derby à l'extérieur. Le Ruch Chorzów se place dans le groupe de tête après avoir écrasé Łódź.
- 14e journée : Le Wisła Cracovie, tenant du titre, s'incline une nouvelle fois et compte déjà dix points de retard sur le premier, Wrocław, qui reste lui sur une dynamique impressionnante (21 points pris sur 24 possibles). Le Legia Varsovie est le seul à tenir la cadence et creuse un écart avec le reste du classement. Plus bas, le ŁKS Łódź et le Cracovia s'enfoncent dangereusement.
- 15e journée : Pour la première fois, Wrocław perd dans son nouveau stade municipal et relance le Wisła qui restait sur trois défaites de rang. Le lendemain, le Legia, qui peut prendre la première place, n'en profite pas.
- 16e journée : Wrocław garde sa première place grâce à sa victoire sur Zabrze mais reste sous la menace du Legia Varsovie. Les autres poursuivants gagnent également leurs matches. Humilié sur sa pelouse, le Zagłębie prend la dernière place que quitte le Cracovia, qui l'occupait depuis sept journées.
- 17e journée : Bien placé au classement, le Polonia Varsovie bat en ouverture de journée le Wisła à Cracovie. Tandis que le Legia concède le nul au Cracovia, Wrocław continue sa marche en avant et prend quatre points d'avance sur son dauphin avant la trêve. Chorzów et Poznań gagnent également leurs matches et restent au contact des équipes de tête. Plus bas, aucun ne fait la différence.

Trêve hivernale (12 décembre – 17 février)
- 18e journée :
- 19e journée :
- 20e journée :
- 21e journée :
- 22e journée :
- 23e journée : Le Legia, qui concède pourtant le nul à Bełchatów, garde sa première place avec la défaite de Wrocław sur le terrain de Poznań. Le Korona Kielce et le Ruch Chorzów continuent sur leur lancée et se rapprochent des premières places, tandis que le Wisła dit pratiquement adieu au titre de champion qu'il défendait. Dans le bas de tableau, les deux derniers (ŁKS Łódź et Cracovia) perdent à nouveau et sont distancés par le premier non relégable, le Lechia Gdańsk.
- 24e journée : Dans le choc de la journée, le Wisła n'arrive pas à battre un Legia pourtant réduit à neuf et reste scotché à la septième place. Wrocław continue sa dégringolade en perdant chez le Polonia et voit passer devant lui au classement Chorzów. Poznań est aussi en bonne forme et se rapproche des places européennes grâce à sa victoire sur un Cracovia qui compte déjà sept points de retard sur le quatorzième.

### Classement

#### Classement général
| Rang | Équipe                         | Pts | J  | G  | N  | P  | Bp | Bc | Diff |
| ---- | ------------------------------ | --- | -- | -- | -- | -- | -- | -- | ---- |
| 1    | Śląsk Wrocław                  | 56  | 30 | 17 | 5  | 8  | 47 | 31 | +16  |
| 2    | Ruch Chorzów                   | 55  | 30 | 16 | 7  | 7  | 44 | 28 | +16  |
| 3    | Legia Varsovie (C)             | 53  | 30 | 15 | 8  | 7  | 42 | 17 | +25  |
| 4    | Lech Poznań                    | 52  | 30 | 15 | 7  | 8  | 42 | 22 | +20  |
| 5    | Korona Kielce                  | 48  | 30 | 13 | 9  | 8  | 34 | 29 | +5   |
| 6    | Polonia Varsovie               | 45  | 30 | 13 | 6  | 11 | 33 | 32 | +1   |
| 7    | Wisła Cracovie (T)             | 43  | 30 | 12 | 7  | 11 | 29 | 26 | +3   |
| 8    | Górnik Zabrze                  | 42  | 30 | 11 | 9  | 10 | 36 | 30 | +6   |
| 9    | Zagłębie Lubin                 | 40  | 30 | 11 | 7  | 12 | 36 | 42 | -6   |
| 10   | Jagiellonia Białystok          | 39  | 30 | 11 | 6  | 13 | 35 | 45 | -10  |
| 11   | Widzew Łódź                    | 39  | 30 | 9  | 12 | 9  | 25 | 26 | -1   |
| 12   | Podbeskidzie Bielsko-Biała (P) | 35  | 30 | 9  | 8  | 13 | 26 | 39 | -13  |
| 13   | Lechia Gdańsk                  | 31  | 30 | 7  | 10 | 13 | 21 | 30 | -9   |
| 14   | GKS Bełchatów                  | 31  | 30 | 7  | 10 | 13 | 34 | 36 | -2   |
| 15   | ŁKS Łódź (P)                   | 24  | 30 | 5  | 9  | 16 | 23 | 53 | -30  |
| 16   | Cracovia                       | 22  | 30 | 4  | 10 | 16 | 20 | 41 | -21  |

| Légende : Qualifications et relégations | Légende : Qualifications et relégations                                                       |
| --------------------------------------- | --------------------------------------------------------------------------------------------- |
|                                         | Ligue des Champions 2012-2013 (Deuxième tour de qualification) : 1er                          |
|                                         | Ligue Europa 2012-2013 (Deuxième tour de qualification) : 2e et vainqueur de la coupe         |
|                                         | Ligue Europa 2012-2013 (Premier tour de qualification) : 3e                                   |
|                                         | Relégation en I liga : 15e et 16e                                                             |
|                                         | (T) : Tenant du titre (C) : Vainqueur de la Coupe de Pologne (P) : Promu de deuxième division |

#### Leader journée par journée
Note : La frise ne prend pas en compte le match joué en retard par le Legia Varsovie.

### Tableau des rencontres
| Résultats (▼dom., ►ext.)                                   | CRA | GKS | GOR | JAG | KOR | LPO | LGD | LEG | LKS | POD | PVA | RUC | SLA | WID | WIS | ZAG |
| Cracovia                                                   |     | 2-1 | 1-3 | 0-0 | 1-2 | 0-3 | 1-1 | 1-3 | 0-1 | 3-1 | 0-0 | 0-2 | 0-1 | 0-0 | 1-0 | 0-2 |
| GKS Bełchatów                                              | 2-2 |     | 1-1 | 2-0 | 0-2 | 0-3 | 1-3 | 0-2 | 3-0 | 6-0 | 2-1 | 1-1 | 3-0 | 0-0 | 2-2 | 2-1 |
| Górnik Zabrze                                              | 0-1 | 1-0 |     | 2-0 | 2-0 | 2-1 | 2-2 | 2-0 | 0-0 | 3-0 | 1-0 | 1-2 | 0-2 | 1-1 | 2-0 | 4-1 |
| Jagiellonia Białystok                                      | 2-1 | 1-0 | 2-1 |     | 1-1 | 2-0 | 2-1 | 0-0 | 2-1 | 0-2 | 3-2 | 0-1 | 0-2 | 4-1 | 1-0 | 3-1 |
| Korona Kielce                                              | 0-0 | 2-2 | 2-0 | 2-0 |     | 2-2 | 1-0 | 1-0 | 0-2 | 2-0 | 3-0 | 2-2 | 2-1 | 0-2 | 0-0 | 0-2 |
| Lech Poznań                                                | 3-1 | 0-1 | 1-0 | 4-1 | 1-0 |     | 2-1 | 0-0 | 4-0 | 1-0 | 1-0 | 3-0 | 2-0 | 0-1 | 0-1 | 3-2 |
| Lechia Gdańsk                                              | 1-1 | 0-0 | 2-1 | 0-1 | 0-0 | 0-0 |     | 1-0 | 0-0 | 2-3 | 1-3 | 1-0 | 1-1 | 0-0 | 0-2 | 0-1 |
| Legia Varsovie                                             | 0-0 | 1-1 | 3-1 | 1-1 | 1-0 | 0-1 | 3-0 |     | 2-0 | 1-2 | 0-0 | 2-0 | 1-2 | 2-0 | 2-0 | 3-0 |
| ŁKS Łódź                                                   | 2-2 | 1-1 | 1-1 | 1-1 | 0-2 | 0-5 | 0-0 | 1-3 |     | 2-1 | 0-2 | 0-4 | 1-2 | 1-1 | 1-2 | 1-2 |
| Podbeskidzie                                               | 1-0 | 1-0 | 1-1 | 2-2 | 2-3 | 0-0 | 1-0 | 0-1 | 0-1 |     | 1-1 | 0-1 | 1-1 | 0-0 | 1-3 | 1-0 |
| Polonia Varsovie                                           | 2-1 | 2-1 | 1-1 | 4-1 | 0-0 | 1-0 | 1-0 | 2-1 | 2-0 | 2-1 |     | 0-1 | 3-0 | 1-2 | 1-1 | 0-4 |
| Ruch Chorzów                                               | 2-0 | 2-1 | 0-0 | 1-0 | 4-1 | 3-0 | 2-1 | 0-1 | 2-2 | 2-2 | 0-1 |     | 0-1 | 3-1 | 1-0 | 2-1 |
| Śląsk Wrocław                                              | 3-0 | 1-0 | 1-1 | 3-1 | 1-2 | 3-1 | 1-0 | 0-4 | 4-0 | 1-0 | 4-0 | 1-1 |     | 1-2 | 0-1 | 2-1 |
| Widzew Łódź                                                | 1-0 | 1-0 | 2-0 | 4-2 | 0-0 | 0-0 | 0-1 | 1-1 | 0-1 | 0-1 | 1-0 | 1-2 | 2-2 |     | 1-1 | 0-0 |
| Wisła Cracovie (T)                                         | 1-0 | 2-0 | 0-1 | 3-1 | 0-1 | 0-0 | 0-1 | 0-0 | 3-2 | 0-1 | 0-1 | 3-2 | 0-1 | 1-0 |     | 1-0 |
| Zagłębie Lubin                                             | 1-1 | 1-1 | 2-1 | 2-1 | 3-1 | 1-1 | 0-1 | 0-4 | 2-1 | 0-0 | 1-0 | 1-1 | 1-5 | 1-0 | 2-2 |     |
| - Victoire à domicile - Match nul - Victoire à l'extérieur |     |     |     |     |     |     |     |     |     |     |     |     |     |     |     |     |

### Joueur et entraîneur du mois Ekstraklasa SA et Canal +
| Mois      | Joueur                    | Entraîneur                    |
| --------- | ------------------------- | ----------------------------- |
| Août      | Danijel Ljuboja (Legia)   | Radosław Mroczkowski (Widzew) |
| Septembre | Artjoms Rudņevs (Lech)    | Orest Lenczyk (Śląsk)         |
| Octobre   | Piotr Celeban (Śląsk)     | Maciej Skorża (Legia)         |
| Novembre  | Préjuce Nakoulma (Górnik) | Waldemar Fornalik (Ruch)      |
| Mars      | Arkadiusz Piech (Ruch)    | Waldemar Fornalik (Ruch)      |
| Avril     | Adam Banaś (Zagłębie)     | Mariusz Rumak (Lech)          |

Chaque mois, l'organisateur du championnat, Ekstraklasa SA, en collaboration avec Canal+, le diffuseur principal, désigne cinq joueurs et trois entraîneurs qui ont marqué le championnat sur le terrain sportif. Ceux-ci sont ensuite soumis au vote des capitaines et entraîneurs des seize clubs de première division, qui ne peuvent pas désigner un membre de leur équipe.
Sur les douze nominations, seul un homme apparaît plus d'une fois : il s'agit de Waldemar Fornalik, entraîneur du Ruch Chorzów désigné meilleur tacticien des mois de novembre et de mars, et qui emmènera ses joueurs à la deuxième place du classement.
Chez le champion de Pologne, le Śląsk Wrocław, deux hommes figurent en tête des classements : le défenseur Piotr Celeban (octobre) et son entraîneur Orest Lenczyk (septembre).
Enfin, sept clubs sont représentés lors des nominations, et c'est le Ruch (trois fois) qui l'est le plus.

### Bilan de la saison
| Tableau d'Honneur |                |
| Compétition       | Vainqueur      |
| Ekstraklasa       | Śląsk Wrocław  |
| Coupe de Pologne  | Legia Varsovie |

| Promotions et relégations |                |
| Relégués en I liga        | ŁKS Łódź       |
| Relégués en I liga        | Cracovia       |
| Promus de I liga          | Piast Gliwice  |
| Promus de I liga          | Pogoń Szczecin |

| Qualifications européennes 2012-2013 |                |
| Ligue des champions                  | Qualifié       |
| 2e tour de qualification             | Śląsk Wrocław  |
| Ligue Europa                         | Qualifiés      |
| 2e tour de qualification             | Legia Varsovie |
| 2e tour de qualification             | Ruch Chorzów   |
| 1er tour de qualification            | Lech Poznań    |

## Statistiques
| Source : ekstraklasa.org 22 buts - Artjoms Rudņevs (Lech Poznań) 15 buts - Tomasz Frankowski (Jagiellonia Białystok) 12 buts - Arkadiusz Piech (Ruch Chorzów) 11 buts - Dudu Biton (Wisła Cracovie) - Edgar Çani (Polonia Varsovie) - Danijel Ljuboja (Legia Varsovie) 9 buts - Préjuce Nakoulma (Górnik Zabrze) | Source : ekstraklasa.wp.pl 12 passes décisives - Sebastian Mila (Śląsk Wrocław) 9 passes décisives - Kamil Kosowski (GKS Bełchatów) - Mariusz Magiera (en) (Górnik Zabrze) 7 passes décisives - Maciej Rybus (Legia Varsovie) - Semir Štilić (Lech Poznań) - Sylwester Patejuk (en) (Podbeskidzie Bielsko-Biała) 6 passes décisives - Marek Zieńczuk (Ruch Chorzów) |

### Affluences
| Club                       | Affluence moyenne    | Évolution 2011 |
| -------------------------- | -------------------- | -------------- |
| Cracovia                   | +08 580, spectateurs | +0,7 %         |
| GKS Bełchatów              | +02 055, spectateurs | -33,0 %        |
| Górnik Zabrze              | +03 060, spectateurs | -64,8 %        |
| Jagiellonia Białystok      | +04 084, spectateurs | -27,7 %        |
| Korona Kielce              | +07 870, spectateurs | -9,7 %         |
| Lech Poznań                | +15 757, spectateurs | -15,4 %        |
| Lechia Gdańsk              | +17 372, spectateurs | +139,5 %       |
| Legia Varsovie             | +20 928, spectateurs | +22,1 %        |
| ŁKS Łódź                   | +02 653, spectateurs | -36,6 %        |
| Podbeskidzie Bielsko-Biała | +03 492, spectateurs | +14,0 %        |
| Polonia Varsovie           | +03 652, spectateurs | -21,7 %        |
| Ruch Chorzów               | +05 827, spectateurs | -0,3 %         |
| Śląsk Wrocław              | +16 962, spectateurs | +124,3 %       |
| Widzew Łódź                | +06 395, spectateurs | -20,5 %        |
| Wisła Cracovie             | +16 402, spectateurs | +6,5 %         |
| Zagłębie Lubin             | +06 492, spectateurs | -12,3 %        |
| Total                      | 8 849 spectateurs    | 4,2 %          |

## Aspects financiers

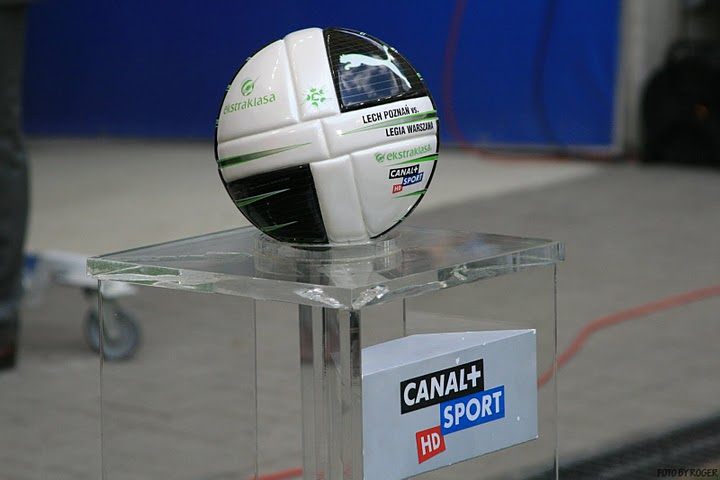
Le ballon officiel.

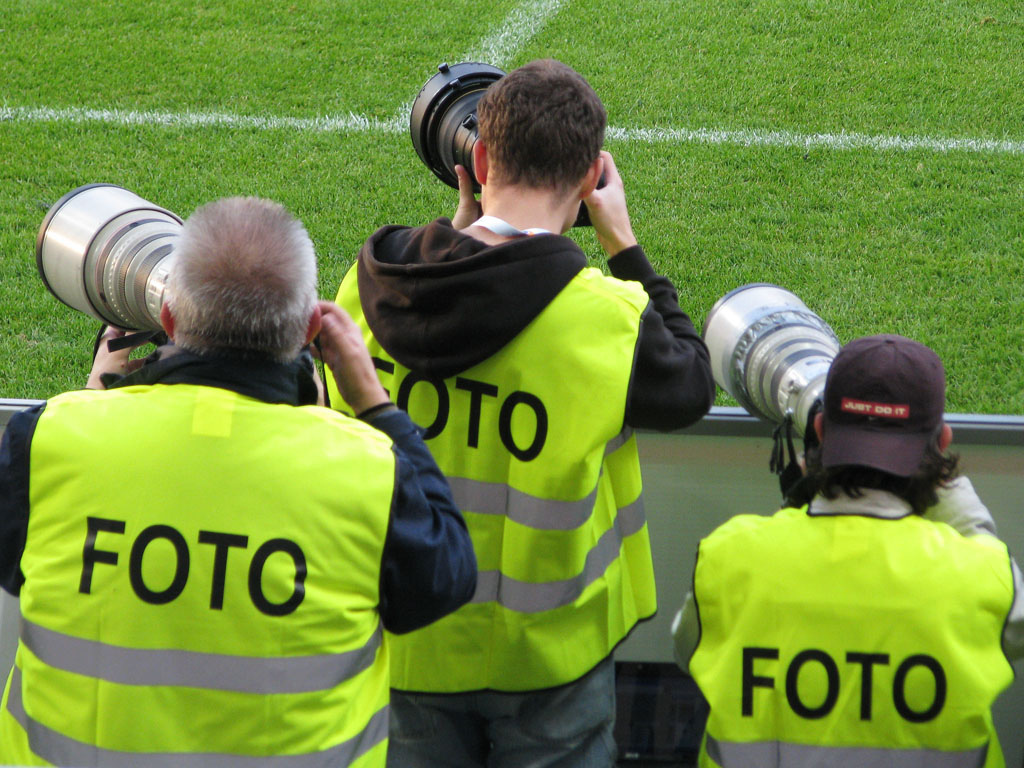
Photographes polonais.

### Sponsors
Cette saison, l'opérateur de téléphonie mobile allemand T-Mobile, très présent en Pologne, s'associe à l'Ekstraklasa. Signé le 21 juillet 2011, le contrat, qui porte sur une durée de deux ans, lui permet – en plus de placer son nom dans le titre officiel du championnat et son image dans son logo – d'être présent sur le maillot de toutes les équipes ainsi que les panneaux publicitaires entourant le terrain, les stades et les infrastructures des clubs.
Les ballons sont toujours fournis par l'équipementier allemand Puma.

### Couverture médiatique
Comme depuis quelques années, Canal+ Polska est le détenteur majeur des droits du championnat de Pologne de football, et est en mesure de retransmettre l'ensemble des rencontres. Il a en effet remporté l'appel d'offres le 11 mai 2011 et renouvelé son accord avec la ligue, qui lui assure la couverture médiatique complète de l'Ekstraklasa jusqu'en mai 2014. Cependant, des sous-licences sont une nouvelle fois accordées à d'autres groupes de télévision, Polsat et Eurosport, qui remplacent Orange sport, partenaire du championnat la saison précédente. Polsat, qui a comme Canal+ la possibilité de présenter son magazine sportif, couvre quatre matches à chaque journée, tandis qu'Eurosport 2 ne peut retransmettre qu'une seule rencontre.
Avant la reprise de la deuxième partie du championnat, en février 2012, la chaîne de télévision allemande Sportdigital.tv, disponible sur le câble « dans le lot » Sky Deutschland, achète les droits de l'Ekstraklasa et prévoit la diffusion de trois matches par semaine. Cette chaîne possède également les droits des championnats italien, néerlandais et américain.